# Maxima
A Maxima a Maxim férfinév női párja.

## Rokon nevek
- Maximilla:[1] a Maxima kicsinyítő továbbképzése.[2]

## Gyakorisága
Az 1990-es években a Maxima és a Maximilla szórványos név, a 2000-es években nem szerepelnek a 100 leggyakoribb női név között.

## Névnapok
Maxima 
- március 26.[2]
- július 30.[2]

Maximilla
- június 25.[2]